# 党友
党友（とうゆう）は、政党の構成員（党員等）ではないが、政党の外部支援者あるいは政党と友好関係にある個人。

## 党友を制度化している政党
政党によっては党友を一定の権利を有する地位として党則等で制度化している。
党員とは異なり政党には所属していないが、政党を支援する目的を持つ団体に所属し、党員に準じて党首選挙をはじめとした政党の各種行事に参加できるなど一定の権利を持つ。
党員は党則や党の方針を遵守する義務を有するが、党友には無い。

### 一覧
義務・権利の強い順に記すと概ね次の通り。
| 地位                             | 概要 | 党内義務 | 党内権利         | 備考                 |
| -------------------------------- | --- | -------- | ---------------- | -------------------- |
| 党員                             | 党を構成する者。党における権利・義務がある。                                                             | あり     | あり             |                      |
| 協力党員・家族党員               | 権利が一部制限される制度の党員                                                                           | あり     | あり（一部除く） | 他団体で言う賛助会員 |
| 党友                             | 党を支援する目的を持つ団体の会員で、その党における一定の権利を有する地位。                               | なし     | あり(一部のみ）  |                      |
| 後援会員                         | 党・政治家個人を支援する緩やかな組織構成員。党における権利・義務はなく、会として努力目標が存在する程度。 | なし     | なし             |                      |
| 機関紙読者・支持者・支持団体会員 | 党における義務・権利は何もない                                                                           | なし     | なし             |                      |

## 日本
- 自由民主党
  - 自由社会を守る国民会議、国民政治協会の会員が党友資格を持っている。

「自民党ネットサポーターズクラブ」（J-NSC）会員は後援会員に分類される。「自由民主党同志会」には党友資格がない。
- 公明党
  - 党友制度を設けている。「綱領及び政策に賛同し、その実現に協力する者」（規約第60条）。
- 党友制度を持たない各党
  - 2020年9月15日設立大会開催の国民民主党(党友的な存在のサポーターは18歳以上であれば在留外国人も登録可能、ただし日本国籍を有しないサポーターは2020年国民民主党代表選挙や2023年国民民主党代表選挙の投票権は付与されなかった、特別党員・党員・サポーター登録に際し本人確認書類の写真アップロードが必須、日本の政党では初めてのケース。本人確認徹底により日本における外国人参政権実現阻止を公選法適用外でも施している）
  - 立憲民主党の「パートナーズ」は公明党党友に近いものの内部構成員であることが明記（規約第4条）されているため党友には分類されない。
  - 社会民主党の「協力党員」は党内義務もある内部構成員である（党則第2章）ため党友には分類されない。
  - 日本共産党の「JCPサポーター」はサポーター組織内での権利にとどまるためネット後援会員の一種である。日本民主青年同盟は党の指導を受ける団体だが、同盟員に党友資格はない。

### 過去
- 新生党
自由国民会議初代代表黛敏郎も加入した賛助会員という制度が該当する。
- 新進党及び政党助成法則り分党後の存続政党小沢自由党
党友制度を設けていた。
- 新党さきがけ
1998年2月離党した後の田中秀征がただ一人の党友であった。
- 国民新党
党友制度を設けていた。
- 新党日本
党友的組織「チーム・ニッポン」の会員制度があった。